# パレート分析
パレート分析（パレートぶんせき、英語: Pareto analysis）とは、複数の事物や現象について、現れる頻度によって分類し、管理効率を高めようとする分析手法である。ABC分析（ABC analysis）とも呼ばれる。ヴィルフレド・パレートに因んで名付けられた。パレート分析で作成されるグラフはパレート図と呼ばれる。
頻度の高いものから、Aグループ、Bグループ、Cグループのようなグループ分けをすることにより、努力を集中または分散させることができる。経営上の管理のほかに、研究、統計、受験対策など様々な分析に利用される。
調達・在庫管理においては頻度ではなく所要金額の大小で仕分けをするABC分析が適用される。

## パレート分析の手順
1. 頻度の順に項目を並べる

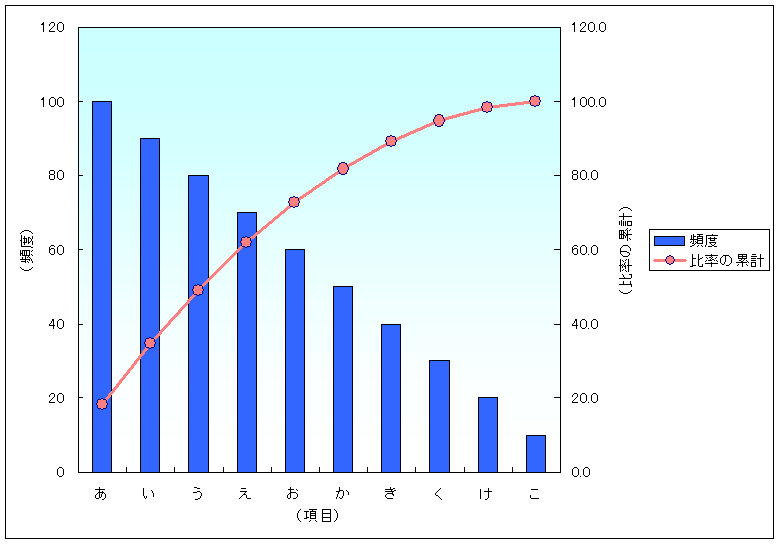
パレート図

2. 頻度の合計を100とした構成比率を算出する
3. 頻度の順に構成比率の累計を算出する
4. 構成比率の累計によってグループ分けをする（下記表とパレート図を参照）

| 項目 | 頻度 | 構成比率 | 比率の累計 | グループ |
| ---- | ---- | -------- | ---------- | -------- |
| あ   | 100  | 18.2     | 18.2       | A        |
| い   | 90   | 16.4     | 34.6       | A        |
| う   | 80   | 14.5     | 49.1       | A        |
| え   | 70   | 12.7     | 61.8       | A        |
| お   | 60   | 10.9     | 72.7       | B        |
| か   | 50   | 9.1      | 81.8       | B        |
| き   | 40   | 7.3      | 89.1       | B        |
| く   | 30   | 5.5      | 94.5       | C        |
| け   | 20   | 3.6      | 98.2       | C        |
| こ   | 10   | 1.8      | 100.0      | C        |
| 合計 | 550  | 100.0    |            |          |

## 分析の対象
例の一部（対象はこれに限らない）
- 経営管理、業務管理
  - 顧客管理
  - マーケティング
  - 品質管理
  - 苦情管理
  - 機械・設備等の故障管理
  - エネルギー管理
  - 在庫管理
- 研究、統計
- 受験対策、受験指導
  - 過去に出題された問題（過去問）の傾向分析
- 生活
  - 省エネルギー